# Harlekijnduif
De harlekijnduif (Phaps histrionica) is een vogel uit de familie duiven (Columbidae).

## Kenmerken
Deze vogel heeft een vreemde maskerachtige koptekening en heeft een lengte van ca. 32 cm.

## Voortplanting
Het nest wordt gebouwd op de grond.

## Verspreiding en leefgebied
Deze soort komt voor van noordwestelijk Australië tot westelijk Queensland en noordwestelijk New South Wales.